# Dispholidus
Dispholidus – rodzaj węży z podrodziny Colubrinae w obrębie rodziny połozowatych (Colubridae).

## Rozmieszczenie geograficzne
Rodzaj obejmuje gatunki występujące w Afryce (Mauretania, Gambia, Gwinea Bissau, Gwinea, Sierra Leone, Liberia, Wybrzeże Kości Słoniowej, Mali, Burkina Faso, Ghana, Togo, Benin, Nigeria, Kamerun, Czad, Sudan, Erytrea, Dżibuti, Somalia, Etiopia, Sudan Południowy, Republika Środkowoafrykańska, Kongo, Demokratyczna Republika Konga, Rwanda, Burundi, Uganda, Kenia, Tanzania, Malawi, Zambia, Angola, Namibia, Botswana, Zimbabwe, Mozambik, Eswatini i Południowa Afryka).

## Systematyka
Rodzaj zdefiniował w 1832 roku francuski zoolog Georges Louis Duvernoy w artykule zatytułowanym Rozprawa na temat cech anatomicznych pozwalających odróżnić węże jadowite od niejadowitych, opublikowanym w czasopiśmie „Annales des sciences naturelles”. Gatunkiem typowym jest (oznaczenie monotypowe) D. typus.

### Etymologia
- Bucephalus: gr. βουκεφαλος boukephalos ‘wołogłowy’, od βους bous ‘byk, wół’; -κεφαλος -kephalos ‘-głowy’, od κεφαλη kephalē ‘głowa’[7]. Gatunek typowy (oznaczenie monotypowe): Bucephalus typus Smith, 1828.
- Erymnus: gr. ερυμνος erumnos ‘obwarowany, warowny’[3]. Gatunek typowy (późniejsze oznaczenie): Bucephalus typus Smith, 1829.
- Dispholidus: gr. δι- di- ‘podwójny’, od δις dis ‘dwukrotny’, od δυο duo ‘dwa’[8]; φολις pholis, φολιδος pholidos ‘rogowa łuska’[9].
- Dryomedusa: gr. δρυς drus, δρυος druos ‘drzewo, zwłaszcza dąb’[10]; w mitologii greckiej Meduza (gr. Μεδουσα Medousa, łac. Medusa), jest jedną z gorgon[10]. Gatunek typowy (oryginalne oznaczenie): Dendrophis colubrina Schlegel, 1837 (= Bucephalus typus Smith, 1828).

### Podział systematyczny
Do rodzaju należą następujące gatunki:
- Dispholidus pembae Hughes, 2021
- Dispholidus punctatus Laurent, 1955
- Dispholidus typus (Smith, 1828) – dysfolid